# Suplicatorio a las Cortes en España
En España, el suplicatorio a las Cortes es un requisito procedimental mediante el cual el Poder judicial hace una petición para proceder penalmente contra un miembro del Poder legislativo. El suplicatorio lo formula la Sala de lo Penal del Tribunal Supremo y se dirige a la Presidencia del Congreso de los Diputados o del Senado, según se trate de un diputado o de un senador, para que la Cámara correspondiente estudie y, mediante votación, autorice o no, dicha petición o súplica. La necesidad del suplicatorio para ser procesado forma parte de las prerrogativas de los parlamentarios españoles. 

## Disposiciones legales
Dice el artículo 71 de la Constitución Española de 1978, y muy especialmente sus puntos 2 y 3:

1 .Los Diputados y Senadores gozarán de inviolabilidad por las opiniones manifestadas en el ejercicio de sus funciones.
2 .Durante el período de su mandato los Diputados y Senadores gozarán asimismo de inmunidad y sólo podrán ser detenidos en caso de flagrante delito. No podrán ser inculpados ni procesados sin la previa autorización de la Cámara respectiva.
3 .En las causas contra Diputados y Senadores será competente la Sala de lo Penal del Tribunal Supremo.
4 .Los Diputados y Senadores percibirán una asignación que será fijada por las respectivas Cámaras.

El artículo 750 de la Ley de Enjuiciamiento Criminal (LeCrim) establece que el juez o tribunal que encuentre motivos para procesar a un senador/a o diputado/a a Cortes por causa de delito, se abstendrá de dirigir el procedimiento contra él si las Cortes estuvieran abiertas, hasta obtener la correspondiente autorización de la Cámara a que pertenezca, salvo que se trate de un senador o diputado sorprendido en flagrante delito, en cuyo caso podrá ser detenido y procesado sin la autorización a que se refiere el artículo anterior (art. 751 LeCrim); pero en las 24 horas siguientes a la detención o procesamiento deberá ponerse en conocimiento de la Cámara a la que pertenezca. En caso de que se estuviera durante un interregno parlamentario o se procese a un diputado/a o senador/a electo antes de reunirse las Cortes, se prevé que se ponga en conocimiento del respectivo órgano de gobierno permanente, para que este decida en cuanto vuelva a reunirse (art. 752). Si se concediese el suplicatorio se continuaría con el procedimiento, que en todo caso deberá sustanciarse ante el Tribunal Supremo.

## El suplicatorio en el Congreso de los Diputados
Enmarcado en el Título I “Estatuto de los Diputados” en su Capítulo II, “De las prerrogativas parlamentarias”, dice el artículo 11 del Reglamento del Congreso que durante su mandato, los diputados gozarán de inmunidad y solo podrán ser detenidos en caso de flagrante delito por lo que no podrán ser inculpados ni procesados sin la previa autorización de la Cámara baja.
El Reglamento del Congreso establece que la solicitud de suplicatorios solo puedan ser votadas en plenos ordinarios, el primero de septiembre a diciembre, y el segundo desde febrero hasta junio, que es lo que se denomina el periodo ordinario de sesiones.
Recibido un suplicatorio de la autorización del Congreso a que se refiere el anteriormente citado art. 11, el presidente del Congreso, previo acuerdo adoptado con la Mesa, lo remitirá en plazo de 5 días a la Comisión del Estatuto del Diputado (art 13.1).
Esta comisión tiene un plazo máximo de 30 días para emitir un dictamen sobre la cuestión, previa audiencia con el interesado para que presente las alegaciones que considere oportunas (art 13.2).
Acabado el trabajo de la Comisión, la solicitud del suplicatorio será sometida a votación en el primer pleno ordinario del Congreso (art. 13.3).
En el plazo de 8 días desde que se autorice o deniegue el suplicatorio por el Pleno, el presidente del Congreso remitirá la decisión a la autoridad judicial, que tendrá la obligación de comunicar a la Cámara los autos y sentencias que se dicten y que afecten personalmente al diputado (art. 14.1).
El suplicatorio se entenderá denegado si la Cámara baja no se pronuncia en un plazo de 60 días naturales dentro del periodo ordinario de sesiones (art 14.2).
Si por cualquier caso el miembro del Congreso dimitiese o las Cortes se disolvieran antes de que el Pleno se pronunciara sobre el suplicatorio el miembro del Congreso dejaría de estar aforado y, por tanto, el suplicatorio perdería su sentido.

### I Legislatura
- 1979 Telesforo Monzón (HB) Apología del terrorismo; falleció en 1981 antes de ser juzgado.

- 1979 Francisco Letamendia (HB) Apología del terrorismo; condenado a 6 meses de prisión.

- 1981 Francisco Letamendia (HB) Injurias a la Corona; absuelto.

- 1981 Antton Ibarguren (HB) Injurias a la Corona; absuelto.

### II Legislatura
- 1985 Carlos Navarrete Merino (PSOE) Infracción de tráfico con accidente; acuerdo con el denunciante sin llegar a juicio.
- 1985 Javier González-Estéfani (PDP) Emisión de un cheque sin fondos; sin más datos.
- 1985 Manuel García Amigo (AP) Delito de lesiones; sin más datos.
- 1985 Carmen Hermosín Bono (PSOE) Infracción de tráfico con accidente; acuerdo con el denunciante sin llegar a juicio.
- 1986 Ricardo Squella Martorell (AP) Malos tratos; archivado.
- 1986 Antonio Peña Suárez (AP) Estafa y Apropiación indebida; sin más datos.

### III Legislatura
- 1987 Enrique Curiel Alonso (IU) Imprudencia con resultado de daños; archivado.
- 1987 Ramón Tamames Gómez (CDS) Injurias; condenado a rectificar.
- 1987 Andrés Pedro Calero Baena (PSOE) Desobediencia a un juzgado territorial; destituido como alcalde.

### IV Legislatura
- 1989 Ángel Alcalde Linares (HB) Colaboración con ETA; condenado a 3 años de cárcel.
- 1990 Ángel Sanchís Perales (PP) Tres delitos de Cohecho; anulado el procedimiento (Caso Naseiro).
- 1990 Jon Idigoras Gerrikabeitia (HB) Injurias a la Corona; absuelto.
- 1991 José Castro Álvarez (PP) Insultos y amenazas; absuelto.
- 1992 Jon Idigoras Gerrikabeitia (HB) Injurias al presidente del Gobierno; sobreseído.

### V Legislatura
- 1994 Elvira Castilla del Pino (PSOE) Prevaricación; condenada a 6 años de inhabilitación.
- 1995 José Ramón Lago Freire (PSOE) Alzamiento de bienes y Estafa; condenado a 6 meses de inhabilitación.
- 1995 José Barrionuevo (PSOE) Detenciones ilegales y Malversación de caudales públicos; condenado a 13 años de prisión.

### VI Legislatura
- 1996 José Luis Centella (IU) Prevaricación; archivado.
- 1997 José Antonio Bermúdez Alonso (PP) Apropiación indebida; condenado a 2 años de inhabilitación.
- 1998 Jaime Javier Barrero López (PSOE) Desobediencia grave; absuelto.
- 1998 Joan Miquel Nadal Malé (CIU) Tráfico de influencias y prevaricación; archivado.

### VII Legislatura
- 2000 José Manuel Chapela Seijo (PP) Prevaricación; archivado.

### VIII Legislatura
No se concedieron.

### IX Legislatura
- 2009 Jesús Merino Delgado (PP) Cohecho y Fraude fiscal (Caso Gürtel); dimite (2010),[1] pasa al TSJ y se archiva la causa.[2]
- 2011 Ignacio Uriarte (PP) Conducir bajo la influencia del alcohol; multa de 2.400 euros y ocho meses sin carnet de conducir.[2]

### X Legislatura
- 2013 José Blanco López (PSOE) Tráfico de influencias, (Caso Campeón);[3] archivo de la causa.[4]
- 2015 José Antonio Viera (PSOE) Caso ERE en Andalucía: el diputado abandona el Grupo socialista y se inscribe en el Grupo mixto.[5]

### XII Legislatura
- 2016 Francesc Homs Molist (CDC),[6] desobediencia, prevaricación y malversación[7] en relación con la consulta del 9N en Cataluña.

### XIII Legislatura
No se concedieron.

### XIV Legislatura
- 2020 Laura Borràs Castanyer (JxCat) Prevaricación, malversación y fraude;[8] en curso.
- 2020 Alberto Rodríguez Rodríguez (UP) Atentado a la autoridad y lesiones;[9] condenado a 45 días de inhabilitación y 540 euros de multa.[10]
- 2022 Alberto Casero Ávila (PP) Prevaricación y malversación;[11] en curso.

## El suplicatorio en el Senado
En esencia es idéntico, pero con sus particularidades. Cuando el presidente del Senado reciba la solicitud de suplicatorio, lo remitirá acto seguido y sin acuerdo de la Mesa a la Comisión de Suplicatorios, que tendrá un plazo de 30 días para pronunciarse, previa audiencia del interesado. La citada Comisión tiene derecho a reclamar los antecedentes oportunos, tal y como se establece en el artículo 22.2 del Reglamento del Senado.
Seguidamente el artículo 22.3 del citado Reglamento dispone que la Cámara alta se reúna en sesión secreta para ser informado del dictamen sobre el suplicatorio de que se trate; y en esta sesión se podrá abrir debate relativo a la concesión del suplicatorio, con dos turnos a favor y dos en contra de forma alternativa.
Una vez sometido a votación el suplicatorio, que se realizara alternativamente por papeletas o por procedimiento electrónico que acredite el resultado numérico final, omitiendo el sentido del voto emitido por cada senador, en el plazo de 8 días, contados a partir del acuerdo del Pleno de la Cámara sobre concesión o denegación de la autorización solicitada, el presidente dará traslado del mismo a la autoridad judicial solicitante (Tribunal Supremo).
El suplicatorio se entenderá denegado si la Cámara no se hubiere pronunciado en el plazo de 60 días naturales, computados durante el período de sesiones a partir del día siguiente al del recibo del suplicatorio (art 22.5).

### I Legislatura
- 1979 Miguel Castells Arteche (HB) Apología del terrorismo; archivado.
- 1981 Miguel Castells Arteche (HB) Injurias al Gobierno de la Nación; condenado a 1 año de cárcel.
- 1982 Miguel Castells Arteche (HB) Injurias a la Corona; absuelto.

### II Legislatura
- 1985 Carlos Barral Agesta (PSOE) Injurias; causa sobreseída.

### III Legislatura
- 1988 Tirso Tomás González (CDS) Malos tratos y retención ilegal; sin más datos.
- 1989 Victorino Núñez Rodríguez (En coalición con AP) Falsedad, prevaricación y cohecho; sin más datos.

### IV Legislatura
- 1990 Carlos Benet Cañete (PP) Malos tratos a un exsargento del Ejército; una multa.
- 1991 Agustín Vega Fuentes (PSOE) Falsificación de documento privado; un año de prisión.
- 1991 Dimas Martín Martín (PIL) Sin más información.
- 1993 Francisco Ignacio Iruin Sanz (HB) colaboración con ETA; sin más datos.

### V Legislatura
- 1993 Josep María Sala Grisó (PSOE) Prevaricación (Caso Filesa); condenado a 3 años de prisión.
- 1993 José Castro Álvarez (PP) Insultos; archivado.
- 1993 Gonzalo Hernández Martínez (PSOE) Irregularidades en el ejercicio de cargo público; condenado a 1 año de prisión.
- 1994 Miguel Pérez Villar (PP) Prevaricación; condenado a 8 años de inhabilitación.
- 1994 Miguel Pérez Villar (PP) Infracción de tráfico; multa de 100.000 ptas y 5 meses sin carné.

### VI Legislatura
- 1997 Bartolomé Flores Flores (PSOE) Prevaricación; causa sobreseída.
- 1997 Carlos Piquer Jiménez (PSOE) Corrupción policial; murió antes del juicio.
- 1998 José Gutiérrez Ruiz (PP) Negligencia profesional; archivado.
- 1998 Julio M. Yebra Pimentel-Blanco (PP) Malversación de caudales públicos y falsedad documental; archivado.
- 1998 José María Bris Gallego (PP) Prevaricación y coacciones; archivado
- 1999 Francisco Tomey Gómez (PP) Falsedad de documento público (cuentas de la Diputación de Guadalajara); archivado.
- 1999 Julio M. Yebra Pimentel-Blanco (PP) Irregularidades en el ejercicio de cargo público; absuelto.
- 1999 Beatriz Cano Nieto (PP) Prevaricación; condenada a 9 años de inhabilitación.
- 1999 José Manuel Chapela Seijo (PP) Prevaricación; archivado.

### VII Legislatura
- 2001 Cesar José Mera Rodríguez (PP) Dos delitos de prevaricación; archivado.
- 2001 Pedro Antonio Hernández Escorial (PP) Infracción de tráfico; multa de 1.081 euros y un año sin carné.
- 2003 José Antonio Alonso García (PSOE) Despido improcedente; archivado.

### VIII Legislatura
- 2005 Ángel Blanco Moreno (PP) Infracción de tráfico; multa de 1.800 euros y 1 año sin carné.
- 2007 Mª José Elices Marcos (PSOE) Injurias; archivado.

### IX Legislatura
- 2009 Luis Bárcenas (PP) Cohecho y fraude fiscal; dimitió (2010),[12] prisión incondicional por riesgo de fuga (2013)[13] y con una de sus causas en juicio oral (2015).[14]

### X Legislatura
- 2013 Elena Diego Castellanos (PSOE) Prevaricación;[15] absuelta por falta de pruebas (2015).[16]
- 2013 Miguel Zerolo Aguilar (CC) Prevaricación y malversación;[17] condenado a 8 años de inhabilitación (2014).[18]